# Anse-d'Ainault
Anse-d'Hainault (Ansdeno en créole haïtien) est une commune d'Haïti, située dans le département de Grand'Anse, et chef-lieu de l'arrondissement d'Anse-d'Ainault.

## Démographie
La commune est peuplée de 36 401 habitants(recensement par estimation de 2015).

## Administration
La commune est composée des sections communales de :
- Grandoit
- Boudon
- Îlet-à-Pierre-Joseph
- Mandou

## Économie
L'économie locale repose sur la production du cacao et du café.
On extrait sur le territoire de la commune du manganèse et de la bauxite.

## Culture
Le roman Le Pont des p'tites misères (2005), de l'auteur Benoît Séguin, se déroule à l'Anse-d'Ainault en 1985 et 1986.